# Игнатов, Сергей Михайлович
Сергей Михайлович Игна́тов (род. 23 августа 1950, Хемниц, ГДР) — советский и российский цирковой артист, жонглёр, педагог, народный артист РСФСР (1991).

## Биография
Сергей Михайлович Игнатов родился 23 августа 1950 года в Хемнице (Германия, бывшая ГДР) в цирковой семье. В 1969 году окончил ГУЦЭИ (педагог Виолетта Кисс) с сольным номером жонглёров классического направления.  
Свободно жонглировал семью мячами и пятью булавами с бросками за спину. Показывал уникальную комбинацию с семью кольцами, причём во время жонглирования исполнял полпируэта, пируэт и «вертушку», где кольца совершают поперечное вращение. В 1978 году впервые продемонстрировал жонглирование 11 кольцами, трюк, который был занесён в «Книгу рекордов Гиннеса».
В 1977 году Всемирная ассоциация жонглёров назвала его лучшим жонглёром в мире и избрала почётным членом ассоциации. В 1991 году вновь стал лучшим жонглёром мира. 
В 1980 году показал номер с хореографией, точно положенной на музыку ноктюрна Ф. Шопена. 
В 1990—2000-х годах выступал в США,  Германии, Франции и др. странах.
В рамках проектов Всемирной и Европейской ассоциаций жонглёров преподаёт мастер-классы в России, Великобритании, Германии, США и других странах.

### Семья
- Дед — Иван Петрович Игнатов (1900—1975), конюх, берейтор. Был помощником дрессировщика у А. Никитина, Ефимова, Лапиадо, Теплова.
- Отец — цирковой артист Михаил Иванович Игнатов (1922—1967). До Великой Отечественной войны работал джигитом в группе Кши. В 1950-х годах был администратором в Детском отделе Москонцерта. В 1960-е годы работал на эстраде в Детском отделе Москонцерта с номером дрессуры (собаки, обезьяны).
- Дочь — цирковая артистка Екатерина Сергеевна Игнатова (род. 1978), исполнительница номера «Игра с обручами». В 1998 году выпустила под руководством отца оригинальный номер «Жонглёр на шаре».

## Награды и премии
- Лауреат Всесоюзного смотра артистов цирка (1970).
- Лауреат X Всемирнного фестиваля молодежи и студентов в Берлине (ГДР, 1973).
- Диплом «Лучший жонглёр мира» от Всемирной ассоциации жонглеров, Нью-Йорк (1977, 1991).
- Лауреат XIV Всемирного фестиваля молодежи и студентов в Гаване (Куба, 1978).
- Премия Ленинского комсомола (1978) — за большие достижения в области оригинального жанра циркового искусства.
- Заслуженный артист РСФСР (14.02.1980)[1].
- Лауреат Международного фестиваля циркового искусства в Монте-Карло «Серебряный клоун» (1983).
- Народный артист РСФСР (24.09.1991).
- Платина на Всемирном фестивале цирка в Рива-Дель-Гарде (Италия, 1995).
- Орден Почёта (26.07.2000).